# ビロン (ドルドーニュ県)
ビロン （Biron、オック語:Biront）は、フランス、ヌーヴェル＝アキテーヌ地域圏、ドルドーニュ県のコミューン。ペリゴールとアジャンの中間に位置する。
ビロンはペリゴールに古くからあった4つの男爵領のうちの1つである。

## 地理
ビロンは、ロット川谷とドルドーニュ川谷の中間、レード川谷（ロット川右岸の支流）に位置している。町の南側はロット＝エ＝ガロンヌ県と接している。

## 歴史
12世紀から18世紀の建築で知られるビロン城は、歴史文化財に指定されている。
ビロン男爵領の本拠地として、城はペリゴールとアジャンの端にある軍事的な要所であった。町の歴史はゴントー＝ビロン家と結びついており、彼らは800年あまりこの地を封土としていた。
1790年、初めてコミューンとなった際はノートルダム・ド・ビロン（Notre-Dame-de-Biron）と名づけられたが、フランス革命時代の国民公会期（1792年-1795年）はモン＝ルージュ（Mont-Rouge）であった。その後ビロンとなった。
1827年、サン・ミシェル・ド・ビロン（Saint-Michel-de-Biron）、ベルティ・ド・ビロン（Bertis-de-Biron）、サン・セルナン・ド・ビロン（Saint-Cernin-de-Biron）、ヴェール・ド・ビロン（Vergt-de-Biron）といったコミューンが合併して面積が拡大した。1840年、後者3つの旧コミューンが分離してヴェール・ド・ビロンとなった。

## 人口統計
| 1962年 | 1968年 | 1975年 | 1982年 | 1990年 | 1999年 | 2006年 | 2011年 |
| ------ | ------ | ------ | ------ | ------ | ------ | ------ | ------ |
| 122    | 123    | 121    | 120    | 132    | 140    | 173    | 186    |

参照元:1999年までEHESS、2004年以降INSEE

## ギャラリー

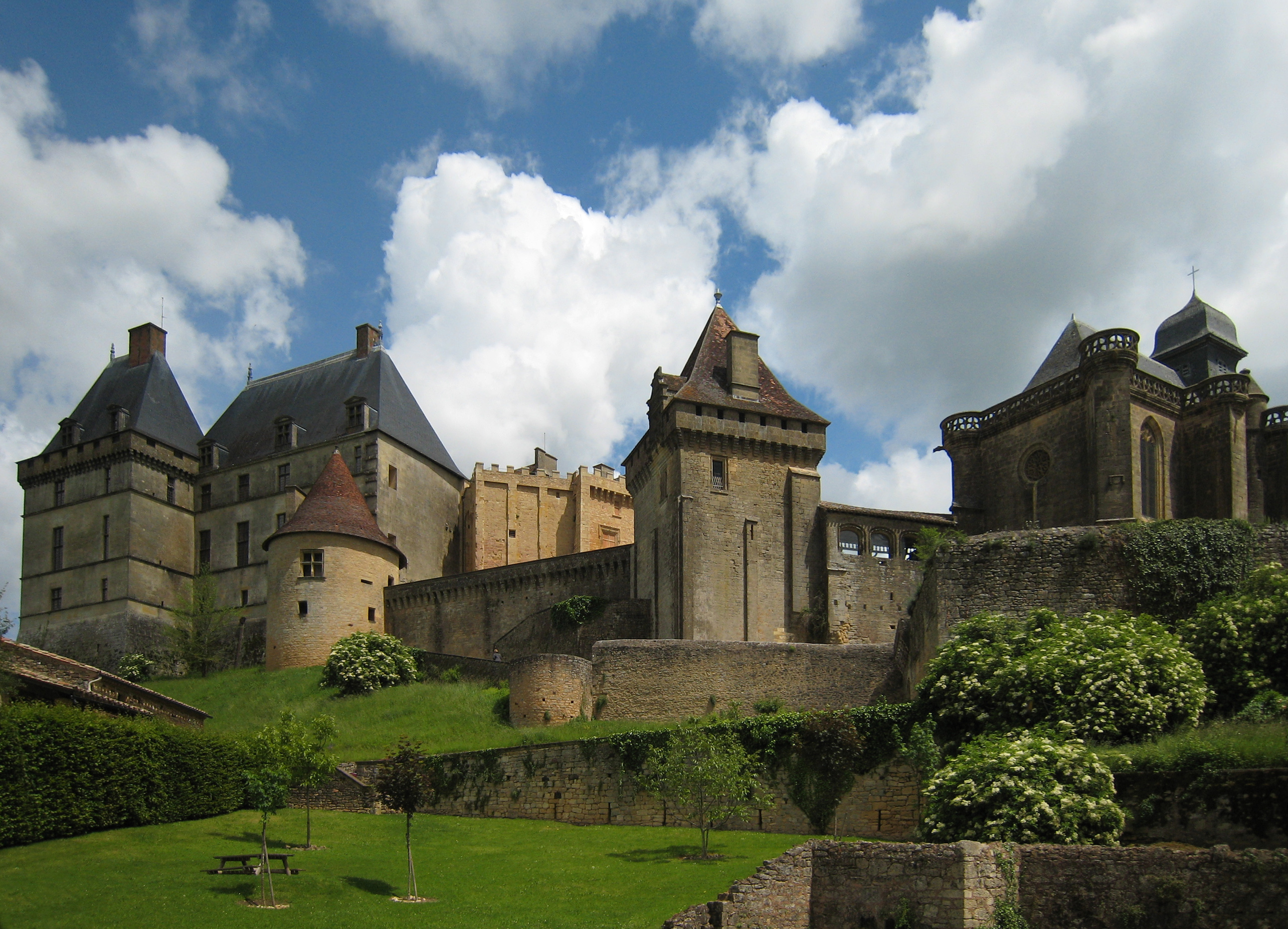
ビロン城
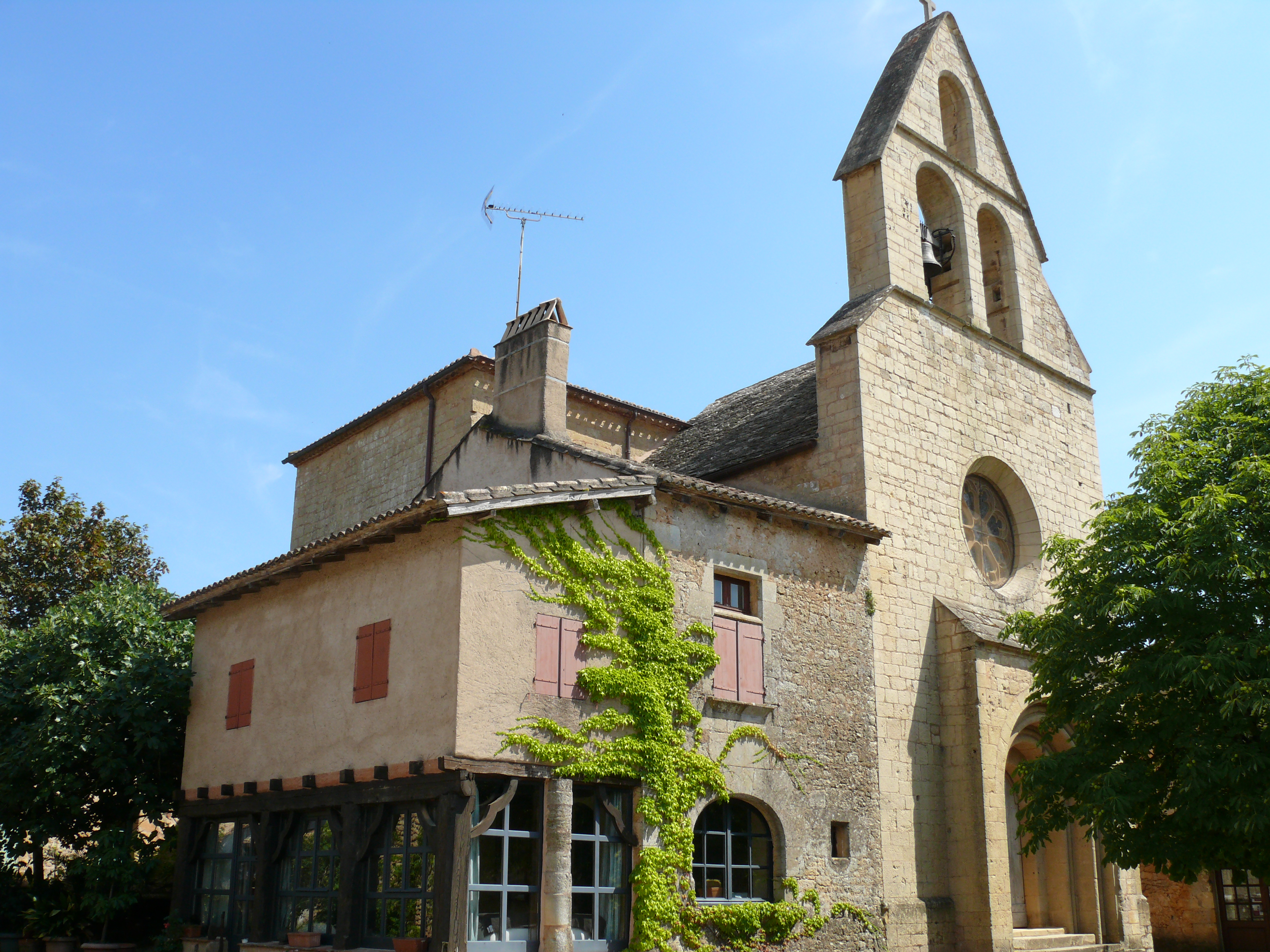
ノートルダム・デュ・ブール教会